# Walter Viitala
Walter Viitala, född 9 januari 1992 i Helsingfors, är en finländsk fotbollsmålvakt som spelar för finländska SJK.

## Klubbkarriär
Den 11 augusti 2018 värvades Viitala av Malmö FF, där han skrev på ett kontrakt säsongen ut. Den 23 september 2018 gjorde Viitala allsvensk debut i en 4–0-vinst över Kalmar FF, där han blev inbytt i halvlek mot Johan Dahlin.
Den 12 februari 2019 värvades Viitala av norska Sandefjord.